# Three on a Match
Three on a Match è un film del 1932 diretto da Mervyn LeRoy e interpretato da Joan Blondell, Ann Dvorak e Bette Davis.

## Trama
Da bambine, Mary Keaton, Vivian Revere e Ruth Westcott sono state amiche e compagne di scuola, ma in seguito la vita le ha separate. Ormai adulte, il caso le fa incontrare e così le tre donne decidono di riprendere la loro amicizia. Mary è diventata un'attrice, Ruth una segretaria e Vivian si è sposata con un ricco avvocato. Sebbene sembri che la più realizzata sia proprio Vivian, madre di un bel bambino, la donna non è felice. Annoiata dalla vita coniugale, decide di partire per una crociera insieme al figlio, lasciando il marito a casa. Al molo, tra la gente che saluta i viaggiatori, si trova anche Mary che presenta Vivian a Michael Loftus, un playboy e giocatore. Vivian e Loftus intrecciano una relazione e, lasciata la nave, trovano un rifugio dove potersi nascondere al marito di lei. Le altre due amiche vivono con disagio il comportamento di Vivian e lo scarso interesse che la donna prova per il figlio. Mary, allora, decide di andare da Robert, il marito di Vivian, per dirgli dove si trova il suo bambino.
La coppia dei Kirkwood ormai non ha altra strada davanti a sé che quella del divorzio: Robert, mentre la causa va avanti, diventa sempre più amico di Mary e di Ruth. Quando la sentenza diventa esecutiva e lui si trova libero, si sposa con Mary. La vita di Vivien, invece, sprofonda sempre di più in un gorgo senza fine: Loftus ha perso al gioco tutti i suoi soldi. Indebitato e minacciato, cerca di ricattare Robert ma quest'ultimo lo butta fuori di casa. Disperato, l'uomo rapisce il bambino di Kirkwood per costringerlo a pagare un riscatto. Vivien sente i piani del suo amante che progetta di uccidere il piccolo: non avendo altro con cui scrivere, usa il rossetto per lasciare una nota che porterà la polizia a liberare il figlio. Poi, affronta la morte gettandosi giù dalla finestra.

## Produzione
Il film fu prodotto dalla Warner Bros. Pictures, Inc. e venne girato nei Warner Brothers Burbank Studios - 4000 Warner Boulevard di Burbank.

## Distribuzione
Il copyright del film, richiesto dalla First National Pictures, Inc., fu registrato il 25 ottobre 1932 con il numero LP3364.
Distribuito dalla Warner Bros., il film fu presentato in prima il 28 ottobre 1932 per poi uscire il giorno dopo nelle sale degli Stati Uniti.
Dopo che, nel marzo 1932, era stato rapito il piccolo Lindbergh, l'opinione pubblica era rimasta sconvolta dal ritrovamento in maggio dei resti del bambino. Il film andò incontro a guai con la censura proprio a causa delle scene del rapimento del figlio di una delle protagoniste perché si era riluttanti a turbare il pubblico con una storia che richiamava quel famoso caso di cronaca. Il film poté uscire grazie al fatto che, alla fine, nella storia, i rapitori venivano catturati. Si giunse anche a una sorta di gentlemen's agreement, stabilendo che l'industria cinematografica non avrebbe più prodotto pellicole con rapimenti. Nel 1938, la WB produsse un remake, Broadway Musketeers, che aveva come interpreti Ann Sheridan, Margaret Lindsay e Marie Wilson.

## Galleria d'immagini

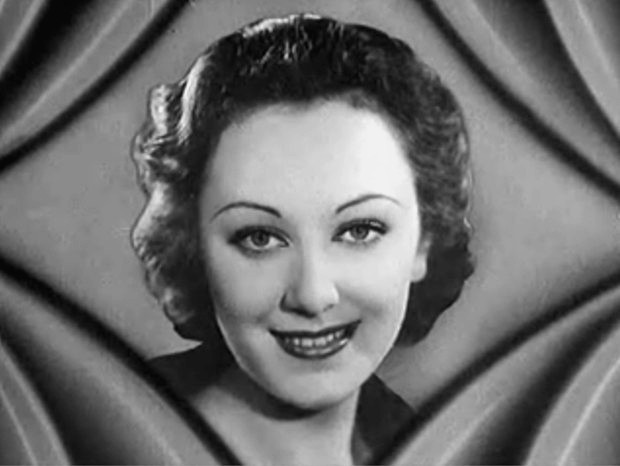
Ann Dvorak (Vivian Revere Kirkwood)
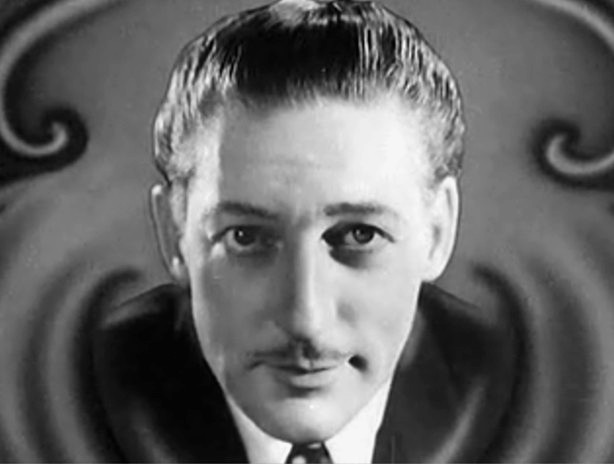
Warren William (Robert Kirkwood)
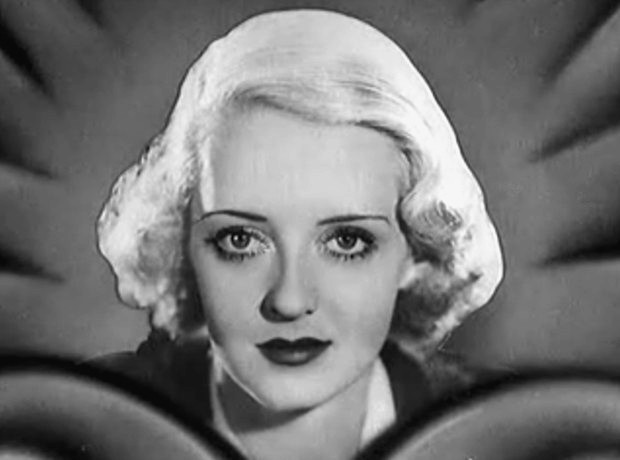
Bette Davis (Ruth Wescott)